# 赛廷根-上弗拉赫特
赛廷根-上弗拉赫特是德国巴登-符腾堡州的一个市镇。总面积19.65平方公里，总人口2334人，其中男性1177人，女性1157人（2011年12月31日），人口密度119人/平方公里。